# 신우파당 (덴마크)

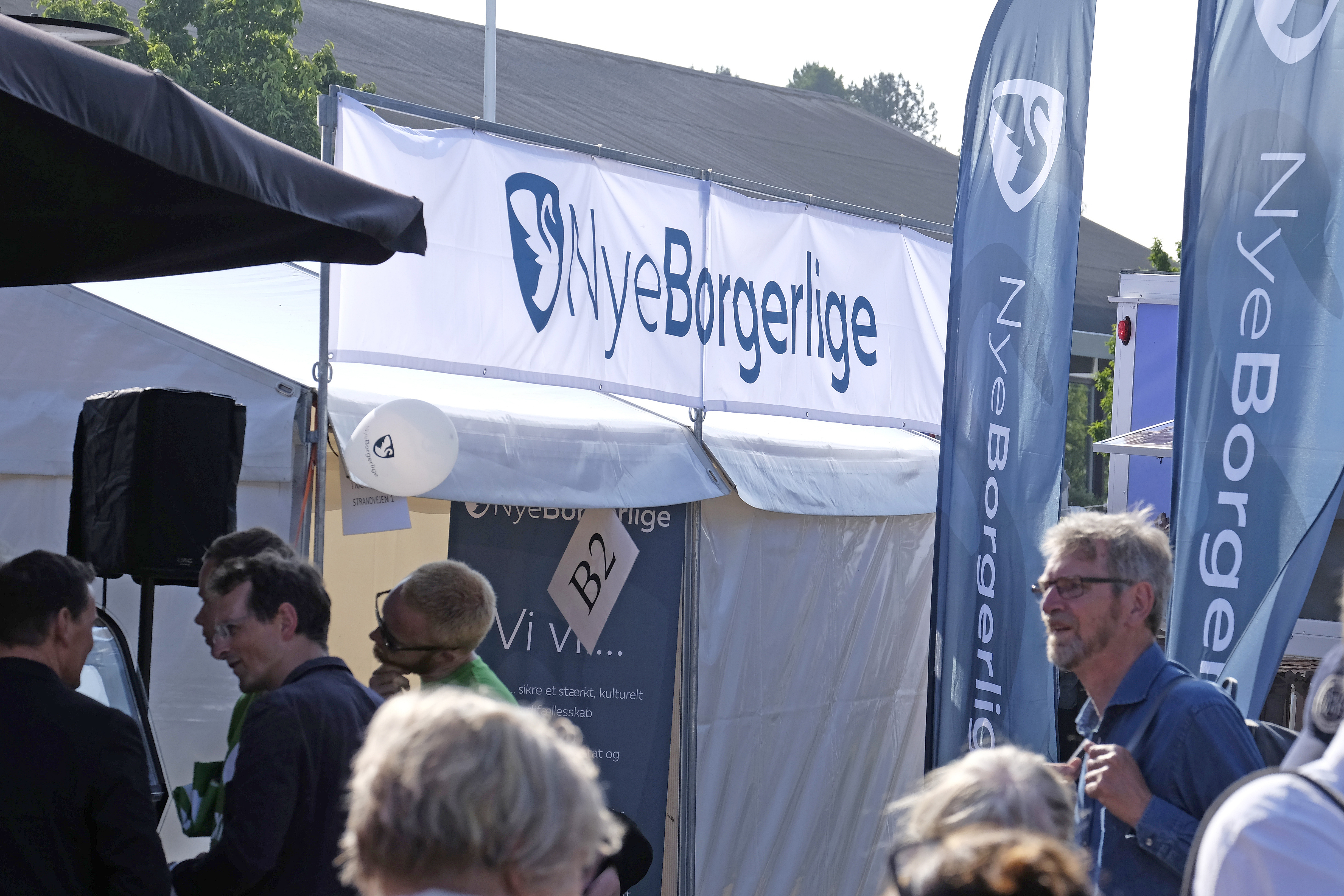

신우파당(덴마크어: Nye Borgerlige)은 2015년에 창당된 덴마크의 우익 정당이다.

## 역사
2015년 보수인민당 의원 2명 ― 페르닐레 베르문, 페테르 세이에르 크리스텐센 ― 에 의해 창당되었다. 창당 직후 일부 지방의원들이 대거 입당했으나, 2017년 지방선거에서 힐레뢰드 시의원 단 1명을 제외하고는 전원이 낙선했다.
2016년 9월 21일, 차기 총선에 출마하기 위해 20,109명의 서명을 얻었다고 밝혔으며, 10월 9일 사회부로부터 정식 허가를 받았다.

## 성향
이 당은 주요 우익대중주의 정당인 덴마크 인민당(이하 인민당)의 이민 정책이 너무 "온건하다"고 비판하면서, 덴마크가 UN 난민협약을 탈퇴해야 함은 물론 단기체류 또는 개인처신에 문제가 있는 이민자들을 전부 추방해야 한다고 목소리를 높이고 있다. UN 난민기구로부터 바로 할당 받은 이들만이 난민으로서의 자격이 있고, 사회에 "긍정적으로 기여할 수 있는" 이들에게만 덴마크 국적을 부여해야 한다는 것이 이 당의 방침이다. 또한 교육 및 공공기관에서의 이슬람식 커버(예: 히잡 등)를 전면 금지할 것을 주장하고 있다.
또한 최소 경제적으로는 사민주의를 표방하는 인민당과는 달리, 이 당은 자유지상주의적 경제 정책을 주장하며, 감세와 법인세 폐지를 주장하고 있다. 그들은 또한 EU의 각종 법률이 "흉물덩어리"라고 비판하고 있으며, 덴마크가 "덴마크의 번영, 진보, 민주주의를 파괴하는" EU로부터 탈퇴할 것을 주장하고 있다. 또한 법률의 간략화를 지지하고 있다.
갤럽 여론조사에 따르면, 이 당은 인민당보다 더 보수적인 유권자들을 타깃으로 삼는다고 발표했다.
2019년 총선에서 진보당이 이 당을 지지했다. 지지 이유로는 "진보당의 원래 모습을 보이고 있다"고.